# Liste der Biografien/Maf
Liste der Biografien |
Portal Biografien |
Personensuche
# |
A |
B |
C |
D |
E |
F |
G |
H |
I |
J |
K |
L |
M |
N |
O |
P |
Q |
R |
S |
T |
U |
V |
W |
X |
Y |
Z |
?
 
Ma |
Mb |
Mc |
Md |
Me |
Mf |
Mg |
Mh |
Mi |
Mj |
Mk |
Ml |
Mm |
Mn |
Mo |
Mp |
Mq |
Mr |
Ms |
Mt |
Mu |
Mv |
Mw |
Mx |
My |
Mz
 
Maa |
Mab |
Mac |
Mad |
Mae |
Maf |
Mag |
Mah |
Mai |
Maj |
Mak |
Mal |
Mam |
Man |
Mao |
Map |
Maq |
Mar |
Mas |
Mat |
Mau |
Mav |
Maw |
Max |
May |
Maz
Die Liste der Biografien führt alle Personen auf, die in der deutschsprachigen Wikipedia einen Artikel haben. Dieses ist eine Teilliste mit 67 Einträgen von Personen, deren Namen mit den Buchstaben „Maf“ beginnt.

## Maf

### Mafa
- Mafael, Rolf (* 1955), deutscher Diplomat
- Mafai, Mario (1902–1965), italienischer expressionistischer Maler
- Mafalda von Portugal († 1257), portugiesische Prinzessin und Königin von Kastilien
- Mafalda von Savoyen (1902–1944), italienische Adelige, Prinzessin von Italien
- Mafaldo, Kaique (* 2001), brasilianischer Fußballspieler
- Mafart, Alain (* 1951), französischer Offizier

### Mafe
- Mafe, Ade (* 1966), britischer Sprinter
- Mafe, Boye (* 1998), US-amerikanischer American-Football-Spieler
- Mafekeng, Elizabeth (1918–2009), südafrikanische Anti-Apartheids-Aktivistin und Gewerkschaftsführerin
- Mafela, Joe (1942–2017), südafrikanischer Schauspieler, Autor und Regisseur

### Maff
- Maffay, Peter (* 1949), deutscher RocksängerPeter Maffay (* 1949)

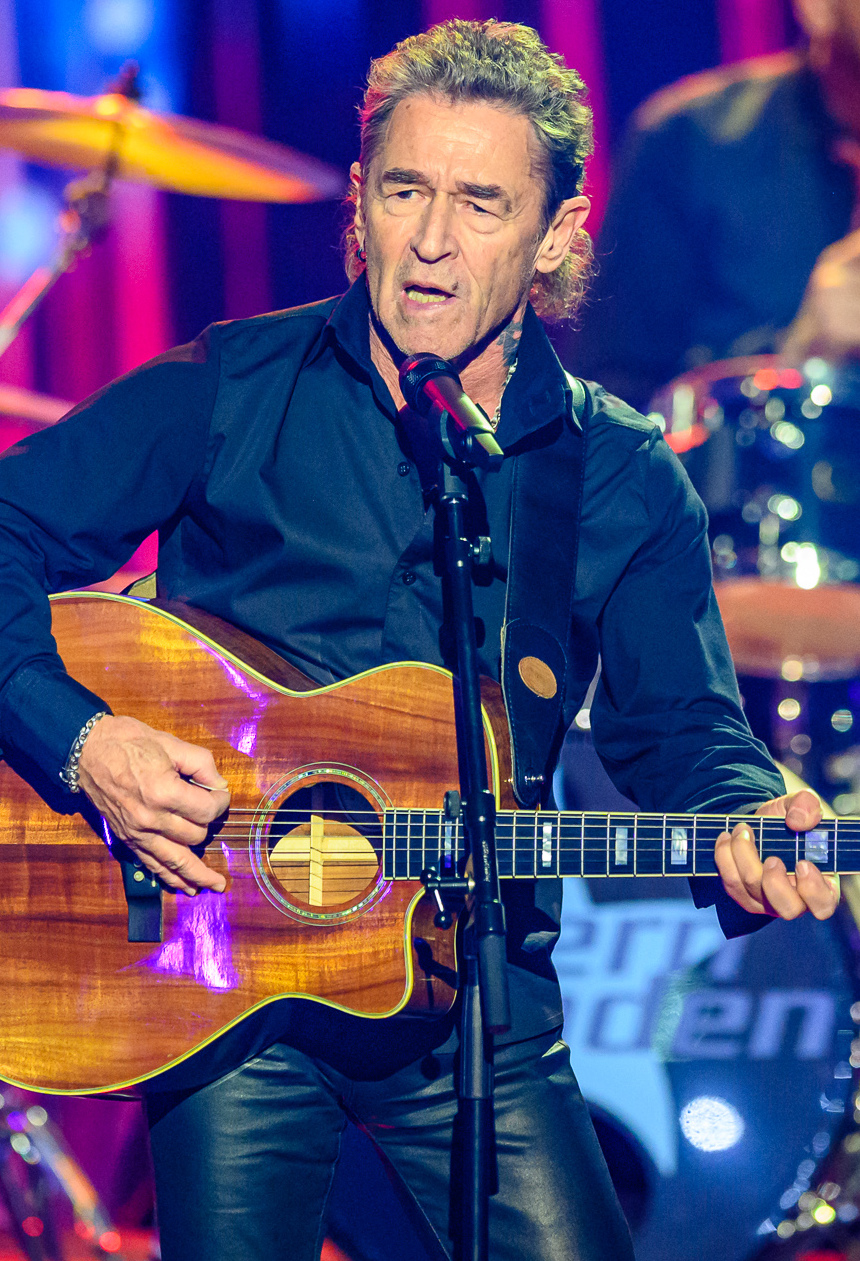
Peter Maffay (* 1949)

- Maffei, Alessandro (1662–1730), General der bayerischen Armee
- Maffei, Andrea (1798–1885), italienischer Schriftsteller, Librettist und Übersetzer
- Maffei, Arturo (1909–2006), italienischer Leichtathlet
- Maffei, Bernardino (1514–1553), italienischer Kardinal der Römischen Kirche
- Maffei, Cecilia (* 1984), italienische Shorttrackerin
- Maffei, Dan (* 1968), US-amerikanischer Politiker (Demokratische Partei)
- Maffei, Francesco († 1660), italienischer Maler
- Maffei, Giovan Pietro (1536–1603), italienischer Historiker und Jesuit
- Maffei, Guido von (1838–1922), deutscher Maler
- Maffei, Hugo von (1836–1921), deutscher Industrieller, Eisenbahnfabrikant
- Maffei, Ivano (* 1958), italienischer Radrennfahrer
- Maffei, Joseph Anton von (1790–1870), deutscher Maschinenbau-Unternehmer und Eisenbahn-PionierJoseph Anton von Maffei (1790–1870)

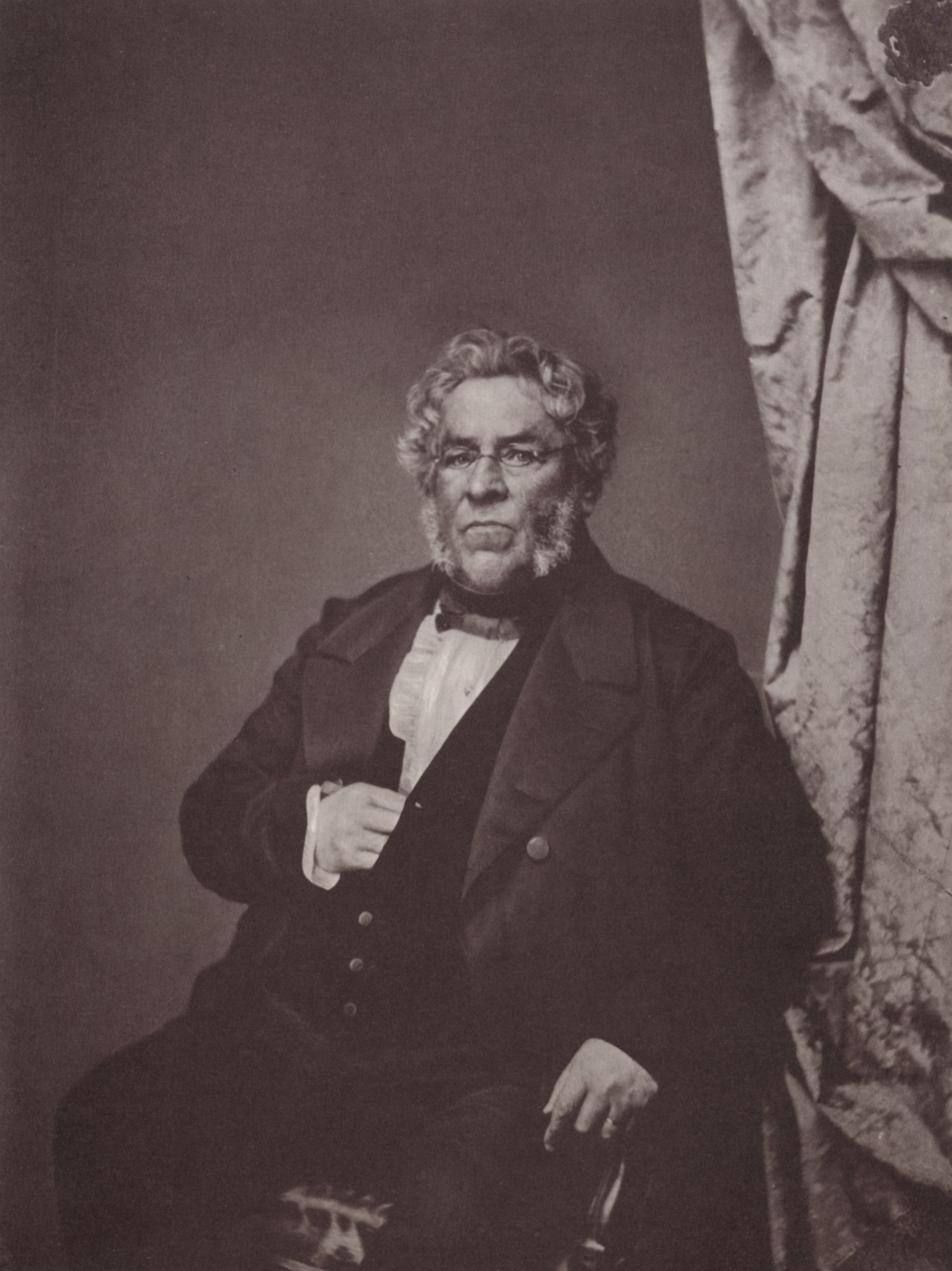
Joseph Anton von Maffei (1790–1870)

- Maffei, Marcantonio (1521–1583), italienischer Geistlicher, Erzbischof von Chieti und Kardinal der Römischen Kirche
- Maffei, Mario (1918–2001), italienischer Regieassistent und Filmregisseur
- Maffei, Michele (* 1946), italienischer Säbelfechter
- Maffei, Orazio (1580–1609), italienischer Erzbischof und Kardinal der Römischen Kirche
- Maffei, Paolo (1926–2009), italienischer Astronom
- Maffei, Paolo Alessandro (1653–1716), italienischer Schriftsteller und Altertumsforscher
- Maffei, Peter Paul von (1754–1836), bayerischer Bankier, Großhändler und Tabakwarenfabrikant
- Maffei, Raffaello (1451–1522), italienischer Humanist, Schriftsteller, Theologe und Historiker
- Maffei, Scipione (1675–1755), italienischer Dichter, Kunst- und Antikensammler, Diplomatiker und Historiker
- Maffeis, Agnese (* 1965), italienische Leichtathletin
- Maffeis, Carlo (1883–1921), italienischer Motorradrennfahrer
- Maffeis, Ivan (* 1963), italienischer Geistlicher, römisch-katholischer Erzbischof von Perugia-Città della Pieve
- Maffeis, Miro, italienischer Motorradrennfahrer und Unternehmer
- Maffeo, Luigi (1915–1971), italienischer Geistlicher, römisch-katholischer Militärerzbischof von Italien
- Maffeo, Pablo (* 1997), spanischer FußballspielerPablo Maffeo (* 1997)

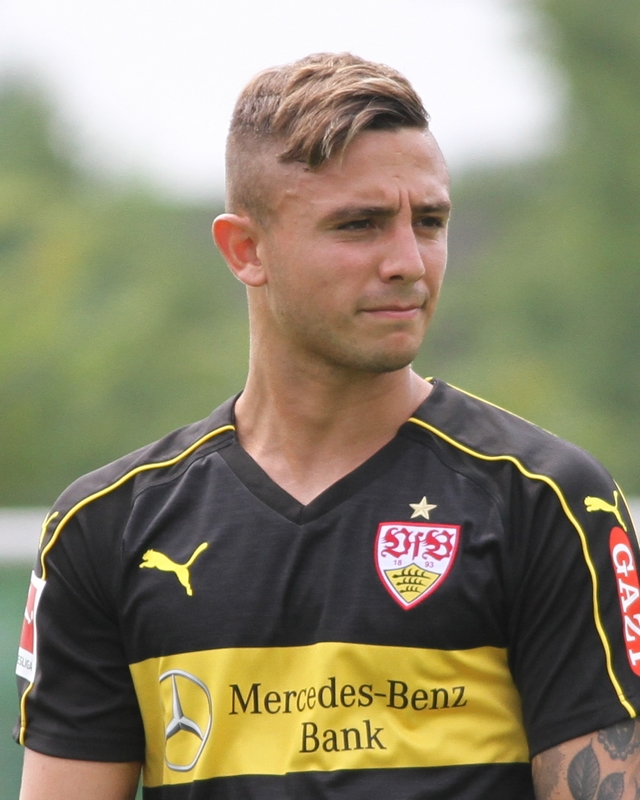
Pablo Maffeo (* 1997)

- Maffesoli, Michel (* 1944), französischer Soziologe
- Maffett, James Thompson (1837–1912), US-amerikanischer Politiker
- Maffey, John, 1. Baron Rugby (1877–1969), britischer Kolonialgouverneur und Peer
- Maffi, Pietro (1858–1931), italienischer Geistlicher, Kardinal der römisch-katholischen Kirche
- Maffia, Pedro (1899–1967), argentinischer Tango-Musiker und -Komponist
- Maffia, Roma (* 1958), US-amerikanische Schauspielerin
- Maffin, Neil (* 1959), US-amerikanischer Schauspieler
- Maffioli, Joseph (1904–1965), französischer Skispringer
- Maffiolini, Ennio (* 1902), italienischer Sprinter
- Maffiolo, Raymond (1938–2024), Schweizer Fussballspieler
- Maffoni, Riccardo (* 1977), italienischer Cantautore
- Maffucci, Angelo (1847–1903), italienischer Pathologe
- Maffucci, Marta (* 1958), italienische Szenenbildnerin

### Mafi
- Mafi, Soane Patita Paini (* 1961), tongaischer Geistlicher, römisch-katholischer Bischof von Tonga
- Mafi, Tahereh (* 1988), US-amerikanische JugendbuchautorinTahereh Mafi (* 1988)

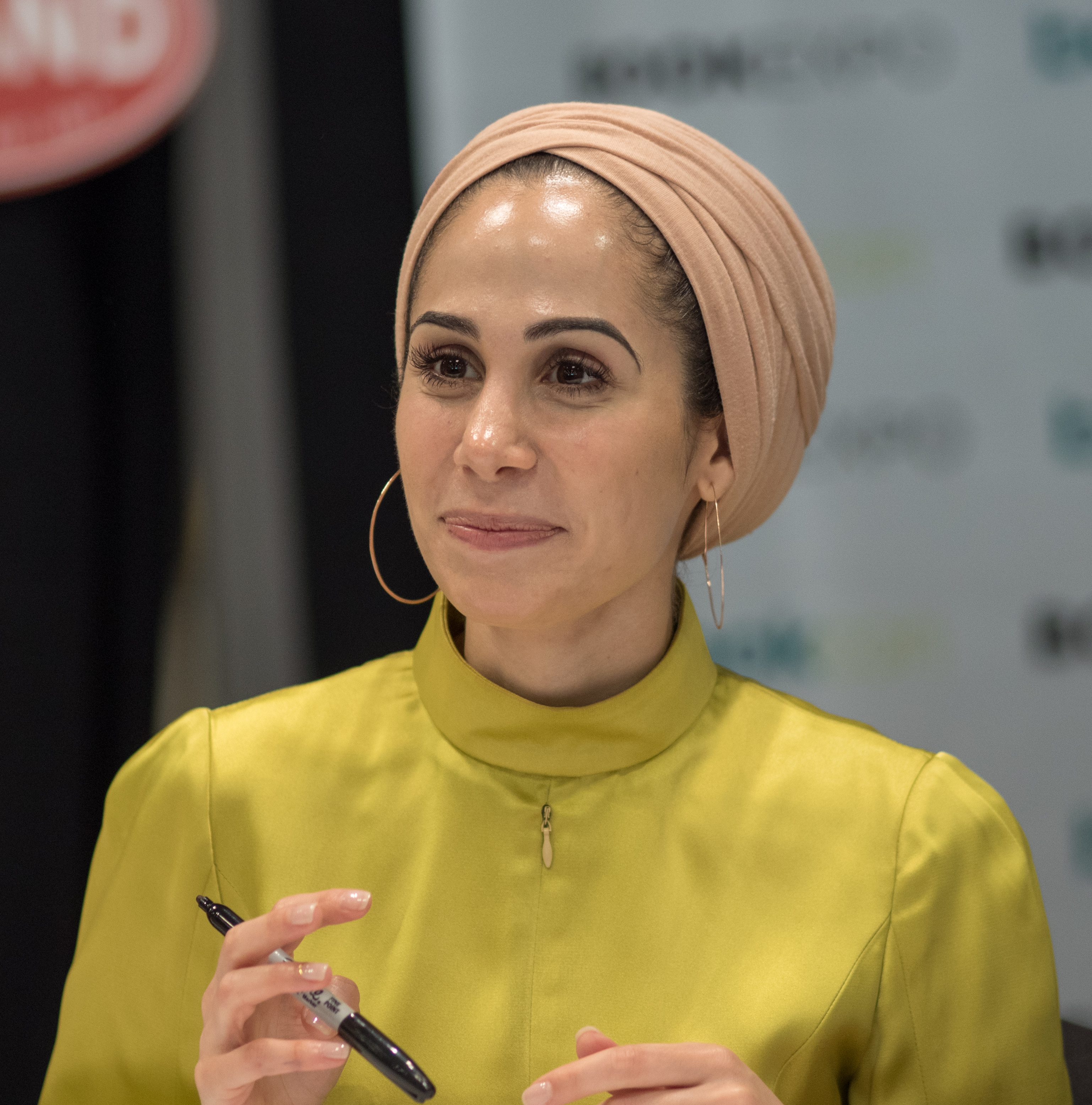
Tahereh Mafi (* 1988)

- Mafisango, Patrick (1980–2012), ruandischer Fußballspieler

### Mafl
- Mafla, Carina Vance (* 1977), ecuadorianische Politikerin
- Maflin, Kurt (* 1983), norwegischer Snookerspieler

### Mafo
- Mafogang, Adèle (* 1998), kamerunische Diskuswerferin
- Mafokate, Arthur (* 1969), südafrikanischer Musiker, Schauspieler, Tänzer, darstellender Künstler und Musikproduzent
- Mafokate, Enos (* 1946), südafrikanischer Springreiter
- Mafonso (1948–2019), italienischer Maler und Bildhauer
- Mafoso-Guni, Kellelo Justina (* 1945), lesothische Anwältin und Richterin
- Mafouta, Louis (* 1994), zentralafrikanisch-französischer Fußballspieler

### Mafr
- Mafra, Fabrício (* 1982), brasilianischer Gewichtheber

### Maft
- Maftei, Ernest (1920–2006), rumänischer Schauspieler, Epigrammist und Schüler der legionären Bewegung
- Maftei, Vasile (* 1981), rumänischer Fußballspieler

### Mafu
- Mafune, Yutaka (1902–1977), japanischer Dramatiker

### Mafy
- Mafyan, Garo (* 1951), türkischer Musiker armenischer Herkunft